# Lomazóyatl
Lomazóyatl är en ort i Mexiko.   Den ligger i kommunen Alcozauca de Guerrero och delstaten Guerrero, i den sydöstra delen av landet, 240 km söder om huvudstaden Mexico City. Lomazóyatl ligger 1 682 meter över havet och antalet invånare är 968.
Terrängen runt Lomazóyatl är huvudsakligen kuperad, men åt sydväst är den bergig. Runt Lomazóyatl är det ganska glesbefolkat, med 36 invånare per kvadratkilometer. Närmaste större samhälle är Xalatzala, 17,9 km nordväst om Lomazóyatl. I omgivningarna runt Lomazóyatl växer huvudsakligen savannskog.